# Gleasonia macrocalyx
Gleasonia macrocalyx là một loài thực vật có hoa trong họ Thiến thảo. Loài này được Ducke mô tả khoa học đầu tiên năm 1937.